# NGC 954
NGC 954 is een balkspiraalstelsel in het sterrenbeeld Eridanus. Het hemelobject werd op 5 september 1834 ontdekt door de Britse astronoom John Herschel.

## Synoniemen
- PGC 9438
- ESO 299-4
- MCG -7-6-6
- IRAS02268-4137